# Bothriurus xingu
Espèce
Bothriurus xingu est une espèce de scorpions de la famille des Bothriuridae.

## Distribution
Cette espèce est endémique du Pará au Brésil. Elle se rencontre vers le rio Xingu.

## Étymologie
Son nom d'espèce lui a été donné en référence au lieu de sa découverte, le rio Xingu.

## Publication originale
- Lourenço, 2016 : A new species of Bothriurus Peters 1861 (Scorpiones: Bothriuridae) from the middle/lower Rio Xingu in the State of Pará, Brazil. Arachnida - Rivista Aracnologica Italiana, vol. 2, no 8, p. 32-38.